# Leptolalax eos
Leptolalax eos é uma espécie de anfíbio anuro da família Megophryidae. Está presente no Laos. A UICN classificou-a como quase ameaçada.